# Републикански път III-7904
Републикански път IIІ-7904 е третокласен път, част от Републиканската пътна мрежа на България, преминаващ изцяло по територията на Ямболска област, Община Болярово. Дължината му е 22,6 km.
Пътят се отклонява надясно при 18,4 km на Републикански път II-79 североизточно от село Мамарчево и се насочва на югоизток по широката долина от горното течение на Поповска река (ляв приток на Тунджа). Преминава последователно през селата Малко Шарково и Воден и завършва в центъра на село Странджа, разположено в близост до границата с Република Турция.
| Пътища, отклоняващи се надясно (населено място, № на пътя, посока на пътя) | km   | Пътища, отклоняващи се наляво (посока на пътя, № на пътя, населено място) |
| -------------------------------------------------------------------------- | ---- | ------------------------------------------------------------------------- |
| Община Болярово, II-79, 18,4 km →                                          | 0,0  | → 18,4 km, II-79, Община Болярово                                         |
| (за с. Шарково) общински път, с. Малко Шарково ←                           | 6,2  | с. Малко Шарково                                                          |
| (за с. Крайново) общински път, с. Воден ←                                  | 12,5 | с. Воден                                                                  |
| с. Странджа                                                                | 22,6 | с. Странджа                                                               |